# Acronicta cretata
Acronicta cretata là một loài bướm đêm trong họ Noctuidae.